# 嚴重特殊傳染性肺炎防治及紓困振興特別條例
《嚴重特殊傳染性肺炎防治及紓困振興特別條例》是中華民國為因應，維護台灣人民健康，並因應其對台灣經濟、社會之衝擊所制定之條例，共有十九條。

## 立法期程
- 在初版條例當中，政府有編列新台幣600億預算因應疫情。

- 2020年4月21日，立法院三讀通過「嚴重特殊傳染性肺炎防治及紓困振興特別條例部分條文修正案」，追加紓困特別預算1,500億元新台幣，總計紓困資金達2,100億元[5]。

- 2021年5月31日，立法院三讀通過「嚴重特殊傳染性肺炎防治及紓困振興特別條例部分條文修正案」，嚴重特殊傳染性肺炎防治及紓困振興特別預算原編列600億元，連同追加預算3,599億5,000萬元，合計4,199億5,000萬元。為因應疫情最新發展，確有延長各項防治及紓困振興措施之必要，爰修正第一項，提高本條例所需經費上限至8,400億元，得視疫情狀況，分期編列特別預算；為因應疫情發展，修正第一項延長本條例及其特別預算施行期限至2022年6月30日止。

- 2022年6月7日，立法院台立院議字第1110702641號函說明二，立法院2022年5月27日第10屆第5會期第14次會議討論決議同意延長「嚴重特殊染性肺炎防治及紓困振興特別條例」及其特別預算施行期間至2023年6月30日。

- 2023年7月3日，衛生福利部衛授疾字第1120100886號公告施行期間於2023年6月30日屆滿，當然廢止。

## 外部連結
- 嚴重特殊傳染性肺炎防治及紓困振興特別條例 - 法務部全國法規資料庫 - 109-02-25（页面存档备份，存于） （繁體中文）
- 嚴重特殊傳染性肺炎防治及紓困振興特別條例─立法院法律系統─立法歷程
- 嚴重特殊傳染性肺炎防治及紓困振興特別條例─立法院法律系統─立法歷程